# Бојни бродови класе Радецки
Класа Радецки (по маршалу Радецком) била је једина класа бојних бродова преддреднота саграђених за аустроугарску морнарицу. Саграђена су три брода те класе: СМС Ерцхерцог Франц Фердинанд (1908), СМС Радецки (1909) и СМС Зрињи (1910).

## Историја

### План и изградња
Док је последња јединица класе Ерцхерцог још била на навозу, 30. априла 1905. године почело је планирање нове класе бојних бродова у Морнаричко-техичком одбору у Пули. Није прихваћен предлог малог бојног брода, практично малог дреднота са двије двоцевне куле с топовима калибра 305 mm у уздужници брода и са по двије једноцевне куле с топовима калибра 305 mm на боковима. Концепт је сматран превише радикалним, те је одбачен, а прихваћено је решење са секундарном полутешком битницом од осам топова калибра 240 mm у четири двоцевне куле. Може да се говори о пропуштеној пригоди градње дреднота независно о британском пројекту. Говори се да се могло саградити још јачи брод, али је чињеница да су бродови те класе имали премали депласман и протежност у односу на постављену артиљерију. Недостатак је била и недовољна чврстоћа трупа, посебно на прамчаном делу, где су уз заповедни мост и испред њега биле постављене чак три тешке двоцевне куле. Стога је долазило до оштећења у двоструком дну током паљбе главне и секундарне битнице.
Сви бродови су изграђени у Трсту. Последњи (СМС Зрињи) је поринут 1910.

### У служби
Осим честих школских крстарења и флотних вежби, те присуства бојног брода Радецки на морнаричкој смотри у Портсмуту 24. јуна 1911. пригодом крунисања краља Џорџа V, суделовали су у неким међународним акцијама у доба балканских ратова, првобитно у Егејском мору, а после уз обале Црне Горе и Албаније. У рату су прилично неактивни, осим суделовања у бомбардовањима Анконе, Сенегалије и Потенце 24. маја 1915. Прије тога СМС Радецки је неутрализирао француску битницу на Ловћену у октобру 1914. Крај рата их затече усидрене у Пули. Зрињи и Радецки напуштају Пулу под заставом Државе СХС и беже у Сплит под заштиту америчке ратне морнарице, али су Американци ипак предали бродове Италијанима. Сви су додељени Италији, два су изрезана 1921, а Радецки 1926.

## Карактеристике
Бродови су имали доста јак оклоп од Круповог цементираног челика (појас дебљине 230 mm), као и добре Шкодине топове калибра 305 mm Л/45 са клинастим затварачем у двоструким кулама. Сваки топ, заједно са затварачем, имао је масу 54,2 тоне. Маса гранате била је 450 kg, брзином до 800 m/s на устима цијеви, а пробијала је 202 mm Круповог челичног оклопа на удаљености до 10.000 m или 143 mm оклопа на 15.000 m.
Полутешки топови 240 mm Л/45 били су упола слабији. Пробојност гранате на 5.000 m износила је 275 mm Круповог цементираног челика.
Брзина бродова је била изврсна за то доба. Могли су упркос клипним парним моторима достићи 20 чворова, захваљујући снази стројева 20.000 КС на два вијка.